# Захаров, Михаил Иванович (металлург)
Михаи́л Ива́нович Заха́ров (1913-?) — советский инженер-металлург. Участник Великой Отечественной войны. Заместитель начальника технического отдела на комбинате «Североникель». Лауреат Ленинской премии (1965), заслуженный рационализатор РСФСР (1964), автор 17 изобретений. Награждён орденами Красной Звезды, Трудового Красного Знамени, медалями. Годовой эффект (авторская доля) от внедренных изобретений и рационализаторских предложений — 1 млн. 150 тысяч рублей.

## Биография
В 1937 окончил Уральский политехнический институт. В 1937—1941 работал на комбинате «Южуралникель». С 1945 в Мончегорске на комбинате «Североникель».
В июне 1948 года приказом по министерству цветной металлургии СССР присуждена вторая премия группе работников комбината «Печенганикель» в конкурсе на лучшие методы и способы ведения горных работ за проект "Организация скоростных проходок на руднике «Каула». Автор А.И Петров, А. Т. Середа, М. Н. Захаров, Б. Н. Захваткин.
В 1950-х инженер-металлург находится в составе коллектива (Н.Борисов, М.Иголкин, М.Захаров, Г.Лешке, В.Позняков, В.Тарасов, главный руководитель проекта  Я.Рачинский — все будущие лауреаты Ленинской премии), завершившего работу по реализации разработанного на комбинате «Североникель» способа извлечения кобальта из жидких конвертерных шлаков.

## Награды, поощрения
Ленинская премия (1965) за участие в работе по интенсификации процессов и усовершенствованию технологии производства никеля и кобальта из сульфидных руд.
Выписка из Постановления от 21 апреля 1965 года г. Москва Комитета по Ленинским премиям в области науки и техники при Совете Министров СССР:
…Присудить Ленинскую премию 1965 года за наиболее выдающиеся работы в области техники:
…Познякову Владимиру Яковлевичу — главному инженеру комбината «Североникель», руководителю работы;
Лешке Георгию Павловичу — директору;
Борисову Николаю Федоровичу и Рябко Георгию Тимофеевичу — начальникам цехов;
Жилкину Владимиру Борисовичу — начальнику отделения;
Захарову Михаилу Ивановичу — заместителю начальника отдела;
Иголкину Михаилу Петровичу — мастеру;
Карапетяну Сурену Карповичу — главному энергетику;
Крылову Анатолию Сергеевичу и Попову Олегу Андреевичу — техническим руководителям цехов;
Тарасову Владимиру Сергеевичу — заместителю главного инженера; работникам того же комбината;
Рачинскому Якову Давыдовичу — главному инженеру проекта института «Гипроникель».
В 1964 году впервые в истории Мончегорска было присвоено звание «Заслуженный рационализатор РСФСР» мончегорцам: А. Г. Агаеву, П. М. Герасимову, В. Я. Познякову, Г. Т. Рябко, М. П. Иголкину, О. А. Попову, М. И. Захарову.